# Jahrbuch für die geistige Bewegung

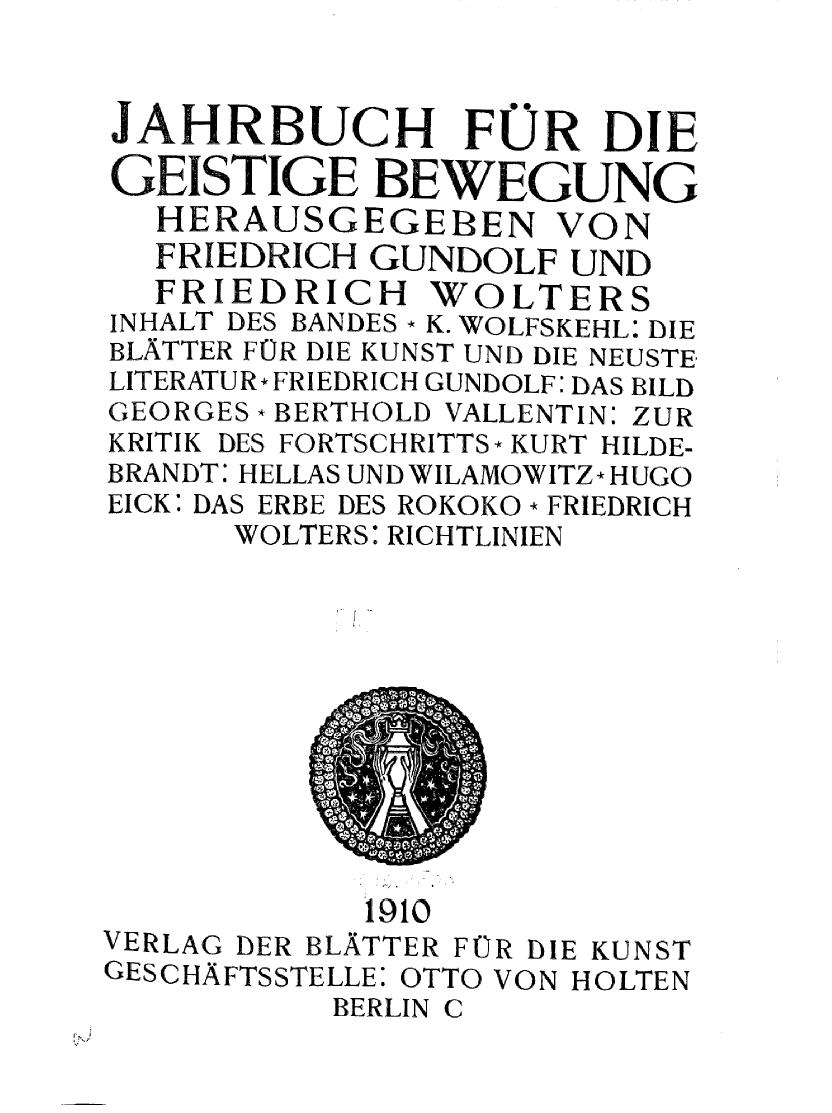
Titelseite des ersten Jahrbuchs für die geistige Bewegung, Berlin 1910

Das Jahrbuch für die geistige Bewegung ist eine Zeitschrift, deren drei Bände in den Jahren 1910 bis 1912 von Friedrich Wolters und Friedrich Gundolf, beide Mitglieder des George-Kreises, herausgegeben wurde. Das Jahrbuch kann mit seiner aggressiven Rhetorik und polemischen Einseitigkeit als wichtigste Streitschrift des Kreises gelten. Es ist zudem eine interessante Quelle für die Kritik an Wissenschaft und Moderne am Anfang des 20. Jahrhunderts.

## Gründung des Jahrbuchs

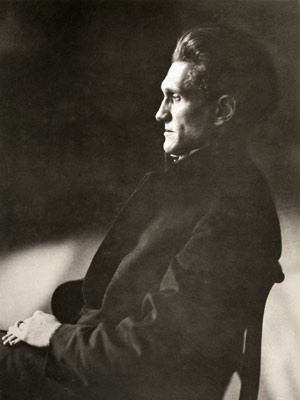
Stefan George, fotografiert von Jacob Hilsdorf, 1910

Pläne für die Gründung eines Jahrbuchs hatte Stefan George bereits seit der Jahrhundertwende erwogen. 1903 etwa möchte er mit Hugo von Hofmannsthal „weiter reden von dem vielberufenen ‚Jahrbuch‘“. Die ungewöhnlich entschiedene Ablehnung Hofmannsthals hält die konkrete Umsetzung solcher Pläne jedoch vorerst auf. Das schließlich 1910 veröffentlichte Jahrbuch für die geistige Bewegung war bewusst als Streitschrift und polemisches Instrument des George-Kreises konzipiert und hatte mit den literarischen Projekten, die George mit Hofmannsthal im Sinn hatte, sicher nur sehr wenig gemeinsam.
Die Geschichte des Jahrbuchs ist zum größten Teil indirekt über Verträge und Abrechnungen der Druckerei Holten in Berlin sowie über den Briefwechsel zwischen Friedrich Wolters und Friedrich Gundolf zu erschließen. Den konkreten Anstoß zur Herausgabe des Jahrbuchs lieferten einerseits Hugo von Hofmannsthal, Rudolf Borchardt und Rudolf Alexander Schröder, die mit ihrem Hesperus-Jahrbuch von 1908/09 ein Beispiel gaben. Darin veröffentlichte Borchardt eine Rezension von Georges Gedichtband Der siebente Ring, den der Kreis als „anmassende, peinliche, stellenweise pöbelhafte Besprechung“ nicht auf sich sitzen lassen konnte. Der innere Anstoß waren dann Kurt Hildebrandts Erfahrungen an der Berliner Universität, wo er Vorlesungen bei Ulrich von Wilamowitz-Moellendorff hörte, dem führenden Altphilologen des Kaiserreichs. Seine Erzählungen von Wilamowitz verursachten innerhalb des Kreises Heiterkeit und boten einen willkommenen Anfangspunkt für eine Polemik gegen die zeitgenössische Wissenschaft.
Die Gründung der neuen Zeitschrift beschloss George zusammen mit Gundolf schließlich im März 1909, Thomas Karlauf glaubt, Mitherausgeber Friedrich Wolters hätte zunächst gegen das, ihm angeblich zu einseitig erscheinende, Attribut der Geistigkeit im Namen des Jahrbuchs protestiert. In den Briefen sind solche Spannungen jedoch nicht belegt. Als Herausgeber sollten nach Wolters’ Vorstellungen zunächst Berthold Vallentin und Kurt Hildebrandt fungieren. Vallentin zögerte wegen seiner beginnenden Richterlaufbahn, und Hildebrandt wollte ein Pseudonym verwenden – ein Mangel an Unbedingtheit, der sofort bestraft wurde und nicht zurückgenommen werden konnte. Bei allen drei Jahrbüchern, die von 1910 bis 1912 erschienen, übernahmen deshalb Wolters und Friedrich Gundolf offiziell selbst diese Aufgabe. Zudem meint Hildebrandt in seinen Erinnerungen, „der wirkliche Herausgeber [sei] der Meister selbst“ gewesen. Auch Edgar Salin berichtet unter Berufung auf Gundolf, George habe „die meisten Beiträge sehr genau vor der Drucklegung durchgearbeitet“. Generell ist davon auszugehen, dass kein Beitrag ohne die Billigung Georges erscheinen konnte.
1910 erschien im Verlag der Blätter für die Kunst das erste Jahrbuch für die geistige Bewegung mit einer Auflage von 1000 Exemplaren. Der Umfang des Jahrbuchs wurde bewusst gering gehalten, um auch den Verkaufspreis nicht zu hoch ansetzen zu müssen. Das Jahrbuch sollte möglichst viele und auch weniger zahlungskräftige Leser, darunter besonders die jüngeren Studenten, erreichen.

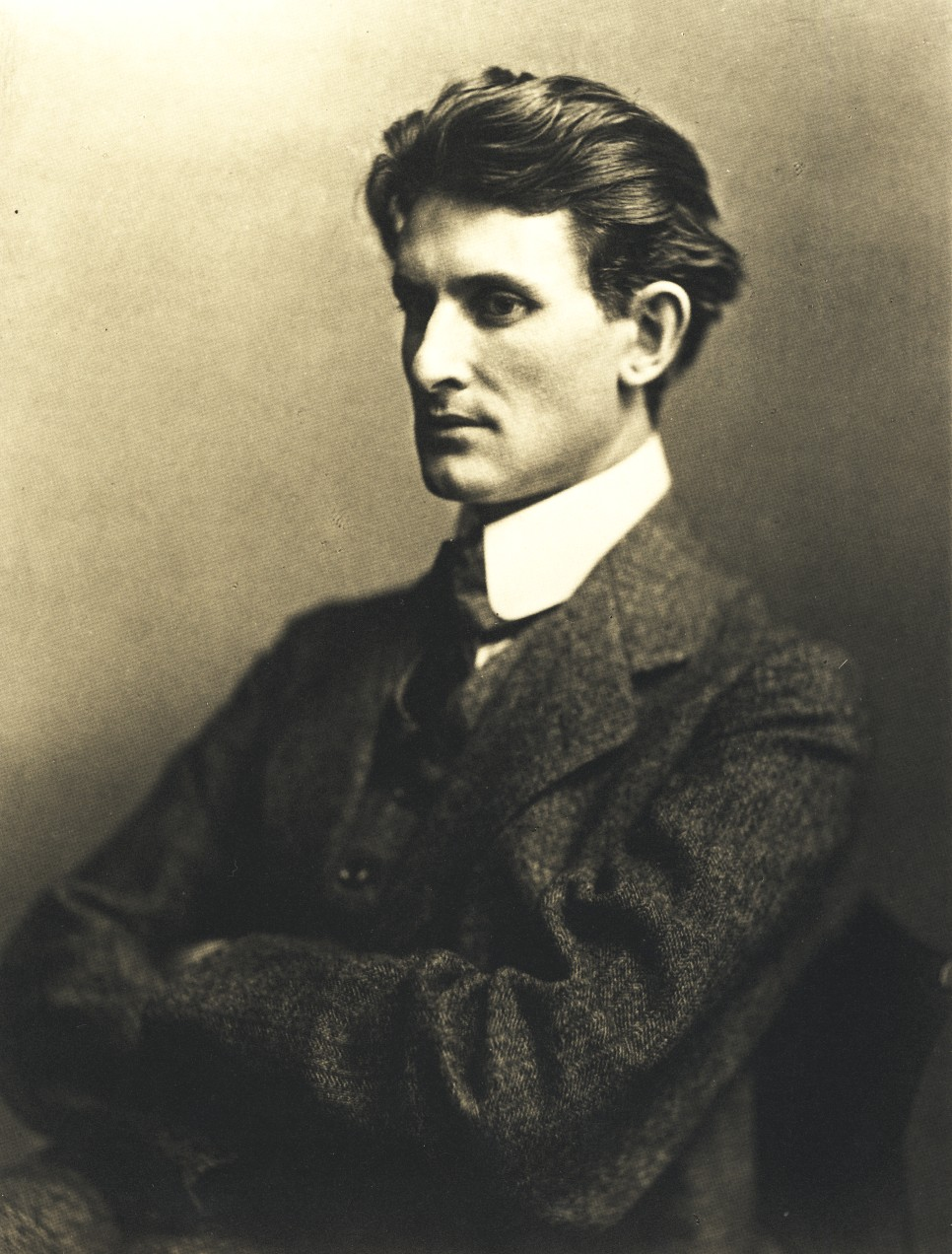
Friedrich Gundolf um 1916, Fotografie von Jacob Hilsdorf

Die Briefe von Wolters und Gundolf belegen, dass es letzterer war, der die Führungsrolle bei der Herausgabe des Jahrbuchs übernahm. In einem davon ermahnte er Wolters beispielsweise (und nicht das einzige Mal), seiner Habilitation nicht zu viel Zeit zu opfern, um den geplanten Beitrag rechtzeitig einreichen zu können: „das Jahrbuch muss in den ersten tagen des März erscheinen. Sonst erscheint es voraussichtlich nie. Nur bei Musikern kommt es nicht darauf an ob etwas früher oder später kommt: beim Tätigen ist Tat und Tag identisch.“ Dass das Jahrbuch für die geistige Bewegung primär als bewusst aggressive „Streitschrift“ konzipiert war, lässt sich an einer Äußerung von Mitherausgeber Wolters belegen: „ich denke man soll merken, dass die ‚salbentrunkenen Prinzen‘ auch Zähne und Krallen haben“ (als „salbentrunkenen Prinz“ hatte Stefan George sich selbst bezeichnet, um die Kritik an seiner Person zu parodieren).
Das Jahrbuch für die geistige Bewegung war also ein polemisches Instrument des George-Kreises im Kampf um Aufmerksamkeit und Reputation. Gegner in diesem Kampf waren vor allem die institutionelle Wissenschaft und die Moderne als fortschrittsorientierte Gesellschaftsformation. Der größere Kontext des Jahrbuchs kann in der zu dieser Zeit modischen Lebensphilosophie gesehen werden, die in mehreren Artikeln durch den Begriff der Weltanschauung und den Bezug auf Friedrich Nietzsche und Henri Bergson aufgerufen wird. Der Ton der Polemik wird im Verlauf der drei Jahrbücher stetig schärfer und erscheint heutigen Lesern ohne Zweifel als chauvinistisch und bisweilen rassistisch, aber wohl immer radikal. Spätere Feindbilder des Nationalsozialismus sind im Jahrbuch für die geistige Bewegung zumindest teilweise bereits präsent, so ist von der „entartung“ der Moderne genauso die Rede wie von einer „ständigen artverschlechterung“, wobei jedoch niemals explizit eine im engeren Sinne nationalistische Position vertreten wird. Man darf mithin davon ausgehen, dass der Gestus des Jahrbuchs durchaus am damals herrschenden Zeitgeist teilhatte. Ebenso muss jedoch auch bemerkt werden – und daran lässt sich das Zeittypische des Jahrbuchs ermessen – dass sich in verschiedenen Artikeln auch spätere Positionen etwa der Kritischen Theorie vorformuliert finden. So wird etwa, in Anschluss an Nietzsche, die rein instrumentelle Vernunft ebenso kritisiert wie die Eindimensionalität des modernen Lebens im Kapitalismus. Polemisches Ziel der Rhetorik des Jahrbuchs ist aber keineswegs die Bewältigung der vielbeschworenen Krise durch Reformen, sondern der totale Umsturz und eine daraus vermeintlich resultierende tabula rasa.

## Der erste Jahrgang
Die Artikel des Jahrbuchs für die geistige Bewegung funktionieren in bemerkenswertem Gleichklang nach einem Argumentationsmuster, das auf asymmetrischen Gegenbegriffen beruht. In beinahe jedem Artikel der drei Ausgaben wird mindestens ein zweigliedriger Gegensatz aufgebaut, um eine Seite des Gegensatzes als minderwertig zu disqualifizieren, die andere aber als positiv und wünschenswert darzustellen. Die zentralen Oppositionspaare des Jahrbuchs sind: Leben und Gestalt versus Tod und Stillstand; Gestalt versus Historismus; ewig gültige Werte versus relativistische, ewig fortschreitende Moderne; neues Reich und organische Gemeinschaft versus anonyme Massengesellschaft; Einheit von Geist und Körper versus einseitige Herrschaft des Geistes. Als polemische Kampfbegriffe entziehen diese Konzepte sich ohne Ausnahme einer trennscharfen Bestimmung. Es wird im folgenden Überblick auf die im Jahrbuch publizierten Beiträge noch näher auf sie eingegangen. Das Jahrbuch verzichtet, den im George-Kreis gängigen Konventionen der Orthographie entsprechend, weitgehend auf die Großschreibung von Substantiven ebenso wie auf zahlreiche Kommata.
Die erste Ausgabe des Jahrbuchs enthielt fünf Beiträge sowie eine kurze Vorbemerkung der Herausgeber, in der Ziele und Adressaten der Zeitschrift benannt sind. Den „vielfachen, zerspaltenen, verwirrten tendenzen der zeit“ soll der „gedanke eines beurteilenden jahrbuchs“ entgegenwirken, heißt es in dieser Vorbemerkung. Stil und Absicht des Annuariums seien durch eine bewusste Einseitigkeit zu charakterisieren, die sich „einem gesamtwillen – einer Idee – unterordnen“ lasse. Besonders in der Jugend solle dadurch „das gefühl für die gefährdeten grundkräfte, […] für ernst, würde und ehrfurcht“ wach gerufen werden.
Der erste Artikel des Jahrbuchs stammt von Karl Wolfskehl. In Die Blätter für die Kunst und die neuste Literatur versucht er Aufgabe und Position des George-Kreises in seiner Zeit zu bestimmen. Die „Bewegung“ wird dabei zunächst vom französischen Symbolismus abgegrenzt, mit dem sie Wolfskehl zufolge nichts gemeinsam habe. Ebenso lehnt er die Definition des Kreises als Gegenströmung zum Naturalismus strikt ab, da der Kreis eine rein originäre, also nicht reaktive, vor allem aber positive Zielsetzung verfolge. Vorreiter des Kreises sei Friedrich Nietzsche gewesen, dessen Verdienst darin bestehe, einen „schatz deutscher geistigkeit“ gehoben zu haben, der „seit dem erlöschen der romantischen welt“ verloren geglaubt wurde. Diese positive Bezugnahme zur Romantik überrascht, da die Artikel des Jahrbuchs ansonsten von stark anti-romantischer Polemik geprägt sind. Nietzsches Werk wird indessen auf die Konzeptualisierung von Apollinischem und Dionysischem Trieb reduziert. Die noch immer aktuelle Zeitdiagnose Nietzsches lautet Wolfskehl zufolge, Europa sei in „gefahr vom Geist entweder erstickt zu werden, oder überflutet von den Scheingebilden des Geistes“. Dieser Gefahr wirke, so Wolfskehl, Stefan George mit den Blättern für die Kunst seit den 1890er Jahren entgegen. Die Bewegung wird dabei erneut abgegrenzt von Individualismus und Persönlichkeitskult. In Bezug auf Ludwig Klages bestimmt Wolfskehl den Kern von Georges „Philosophie“: „ein wesen [kann] nur wert haben, nur lebendig sein, wenn in ihm die ewig kreisende substanz zum bilde wird“. Dieses Bildwerden der Substanz sei, so Wolfskehl, nicht nur identisch mit dem Leben selbst, sondern auch Bedingung der „gestalt“ eines Menschen. Die außerordentliche Gestalthaftigkeit Georges habe es ermöglicht, dass der Kreis der Blätter für die Kunst „die einzige organisch verwachsene einheit von menschen, werken und wünschen“ in Europa geworden sei. Wolfskehl bescheinigt dem Kreis zudem eine positive Wirkung auf die deutsche Sprache genommen zu haben und fragt nun, warum nach soviel Erfolg die Abgeschlossenheit des Kreises nicht aufgehoben werde. Die „Bewegung“ wird in diesem Kontext als Gemeinschaft weniger Auserwählter beschrieben, zu dem jeder „würdige“ jederzeit Zutritt hätte – insofern sei der Kreis keineswegs abgeschlossen. Die bisherigen Erfolge in der Öffentlichkeit seien dem gegenüber nur Oberflächenphänomene, ganz im Gegenteil sei Europa durch seine „entartung“ und „übervölkerung“ weiterhin unfähig, die „wirklichkeit der bilder“ zu begreifen. Einziger Lichtblick in dieser Krise sei das „Geheimes Deutschland“, das sich in den Blättern für die Kunst und natürlich auch im Jahrbuch artikuliere, nur dieses „geheime Deutschland“ könne eine Einheit jenseits „der tödlichen verwirrung und zerspaltung heutiger zustände“ bereiten. Ziel der „Bewegung“ sei es in diesem Kontext „dem deutschen wesen den eingeborenen ausdruck zu verleihen der ihm bis jezt versagt geblieben ist“. Von allen Völkern, so Wolfskehl, hätten sich nur die Deutschen „noch nicht erfüllt“, woraus die geschichtsphilosophisch privilegierte Stellung Deutschlands resultiere. Da die „dichtersprache jedes volkes“ auch dessen Schicksal beinhalte, könne das „geheime Deutschland“ diese Erlösung aber nur mittels der Dichtkunst bewirken. Der Artikel nennt damit den für den George-Kreis bedeutenden Terminus vom „Geheimen Deutschland“ zum ersten Mal in einer öffentlich zirkulierenden Schrift.
In Das Bild Georges setzt sich Friedrich Gundolf mit der „gestalt“ Stefan Georges auseinander. Anschließend an Rudolf Borchardts Rede über Hofmannsthal von 1905 vergleicht er George zunächst mit Hugo von Hofmannsthal, genau wie Borchardt es in seiner Rede getan hatte, und kommt zu dem Ergebnis, dass George „richter, prophet und täter“, wo Hofmannsthal nur der „lober, spiegler, diener“ der Gegenwart sei. Borchardts Irrtum, Hofmannsthal als größeren der beiden zu loben, sei jedoch verständlich (dazu unten mehr), da es zudem nur drei Bücher gebe, so Gundolf, die der „gestalt“ Georges als einem „gesamtmenschlichen“ gerecht werden: Ludwig Klages’ Buch Stefan George von 1902, eben Borchardts Rede über Hofmannsthal und Friedrich Wolters kleine Monographie Herrschaft und Dienst von 1909. Gundolfs Artikel fasst im Folgenden diese drei Werke zusammen und schließt daran eine eigene Interpretation Georges an. Die prinzipielle Erkenntnis von Ludwig Klages’ Monographie sei, so Gundolf, dass Georges Werk „eine selbstgenugsame offenbarung der allkräfte, mythologisch gesprochen, der götter“ sei. Dem kann Gundolf nur präzisierend hinzufügen: „Alles bei George drängt zur gestalt, ja zur organisation.“ Borchardt hingegen habe sich darauf konzentriert, „die stellung Georges in der zeit und gegen die zeit“ zu umreißen. Als „philologe“ und „historiker“ verfehle Borchardt jedoch prinzipiell die „substanz“ Georges. Darauf folgt die verblüffende Behauptung, dass Borchardts Lobrede auf Hofmannsthal ex negativo eigentlich ausschließlich auf George bezogen sei. Nur die „erscheinung“ Georges hätte Borchardt befähigt, eine „gestalt“ Hofmannsthals darzustellen, und zwar durch die Negation Georges. Behauptet ist damit, dass Hofmannsthal nur neben George, als negativer Gegenpol, eine „gestalt“ besitze. In Borchardts Vergleich zeige sich einerseits, dass das „Gestalthafte“ Georges die Kräfte Borchardts übersteige, und andererseits, dass seine Darstellung nur gelinge, weil Hofmannsthal tatsächlich kontur- und substanzlos sei. Borchardts eigene Werke seien „angewandte philologie“, würden damit der negativ konnotierten Wissenschaft zugehören, und seien im „stationären Deutsch der russischen Juden“ verfasst. Für Gundolf steht jedenfalls fest, dass Hofmannsthal als Dichter seine „seelische substanz“ einzig von George empfangen habe und dementsprechend nur ein George sei, den man auf die Maße des beschränkten Borchardt gebracht hat. Der Vergleich zwischen George und Hofmannsthal, den Gundolf im folgenden anstellt, dekonstruiert sich aus heutiger Perspektive allerdings selbst. Zum einen behauptet Gundolf mehrmals die völlige Unmöglichkeit des Vergleichs, da Hofmannsthal ja keine eigene Identität besitze. Zum anderen dürfte die Bewertung der Eigenschaften, die Gundolf dem Wiener zuordnet, heute eher positiv ausfallen. George sei der Dichter der Einseitigkeit, der „seelennot“ und „notwendigkeit“. Hofmannsthal dagegen sei vielseitig, der „herr über die mittel“, ja ein „beflügelter Merkur botenlaufend zwischen Himmel, Erde und Hölle“. Dass die Virtuosität Hofmannsthals negativ aufgefasst wird, expliziert die folgende Zusammenfassung von Friedrich Wolters’ Herrschaft und Dienst. Wolters habe erkannt, so Gundolf, dass George nicht nur die „abgeleitete form des dichters“ verkörpere, sondern primär die ursprüngliche des „herrschers“. „Nur“ ein Dichter zu sein, wie Hofmannsthal, erscheint in diesem Kontext also defizitär. Ein Missverständnis der Werke Georges sei in der Gegenwart unmöglich, da Wolters den „sinn der dichtungen“ klar ausgesprochen habe. George sei zur „mitte geworden“ und scheide nunmehr „im menschenstoff spreu und weizen“. Zur Erneuerung der Welt müsse „krieg“ sein zwischen „wesenhaftem und scheinhaftem […] bis […] eins von beiden vernichtet oder verwandelt ist.“ Um diese Erneuerung zu leisten, strebe George nach „macht“, indem „er den sprachleib des kommenden geistes schafft“. Konfuse Versatzstücke christlichen Glaubens werden hier, wie erkenntlich, mit nietzscheanischen Phrasen vermengt. So heißt es am Ende des Artikels, in George dämmere den Deutschen „die ahnung eines neuen tages und die lösung einer alten not.“
Berthold Vallentin vertritt in seinem Essay Zur Kritik des Fortschritts die für den George-Kreis konstitutive Gegenposition zur modernen Gesellschaft in Europa. An die Stelle primärer Gestaltungsmöglichkeiten des Menschen, die in einem „Werk“ Ausdruck finden, sei in der Moderne die sekundäre, ziel- und sinnlose „Beschäftigung“ getreten. In gleicher Weise habe eine anonymisierte „Gesellschaft“ die organische „Gemeinschaft“ ersetzt, was zum notwendigen Untergang des Menschen führen müsse.

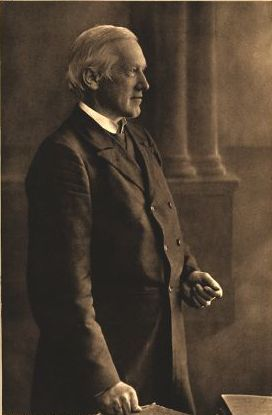
Rudolf Dührkoop: Ulrich von Wilamowitz-Moellendorff, führender Altphilologe des Kaiserreichs, um 1905

Der längste Beitrag dieses ersten Bandes, Hellas und Wilamowitz. Zum Ethos der Tragödie, stammt von Kurt Hildebrandt und polemisiert gegen Ulrich von Wilamowitz-Moellendorff, den Altphilologen, der in den 1870er Jahren Nietzsche wegen seiner Tragödienschrift kritisiert hatte. Nimmt man den Gedanken des im Jahrbuch wirkenden „gesamtwillens“ ernst, lässt sich der Angriff auf Wilamowitz als eine der prinzipiellen Gegnerschaften der „Bewegung“ interpretieren. Der von Wilamowitz vertretenen institutionalisierten Wissenschaft – Wilamowitz gilt als einer derjenigen, die zur Professionalisierung der klassischen Philologie als Disziplin beitrugen – steht die andere „Wissenschaft“ der Gestalt-Lehre gegenüber, die sich später etwa in den längeren Publikationen Gundolfs, Kommerells und Kantorowicz’ ausdrücken, aber auch in zahlreichen Beiträgen zum Jahrbuch vertreten wird (etwa im Artikel Gestalt von Wolters). Hauptkritikpunkt an Wilamowitz ist für Hildebrandt dessen uneingestandener Mangel an künstlerischer Gestaltungskraft. Der einseitig analysierenden Wissenschaft eines Wilamowitz wird die Forderung entgegengesetzt, „fragen des stiles und der lebensführung [… in den] mittelpunkt der philologie“ zu stellen, um ihr so ihre lebensweltliche Relevanz zu erhalten. Andernfalls müsse die Wissenschaft zum sinnentleerten Selbstzweck verfallen.
In Hugo Eicks kunstgeschichtlichem Essay über Das Erbe des Rokoko wird die stereotype Modernekritik zunächst am Phänomen des Romans aktualisiert, der „ein schwatzhaftes gemisch verschiedenster ursprünge und bedürfnisse“ sei. Übersehen wird Eick zufolge häufig, dass diese wesentlichen Merkmale der Moderne Erblasten des an sich positiven Rokokozeitalters seien, von dem schlechterdings nur die negativen Aspekte übernommen worden seien. So sei zum Beispiel das Schauspiel im Rokoko ein bewusstes Spiel mit der Täuschung gewesen, wo es heute nur „ein zeichen des verfalls“ sei.
Es folgen die den Band abschließenden Richtlinien von Friedrich Wolters. In gnomischem Gestus entwirft Wolters darin eine „Weltanschauung“, die in der Öffentlichkeit als Doktrin des George-Kreises wahrgenommen wurde. Zwei Kräfte, so Wolters, seien dem Menschen wesentlich: die schaffende und die ordnende Kraft. „Leben“ könne dabei nur die schaffende Kraft hervorbringen, während die ordnende Kraft rein analytisch zersetzend dieses Leben „verbrauche“. Im Zeitalter der modernen Wissenschaft sei es dahin gekommen, dass die ordnende Kraft das schaffende Prinzip diktatorisch überwölbe, worin die Sterilität der Gegenwart begründet sei. Dieser Lage setzt die geistige Bewegung ihr Programm entgegen: „Uns scheint also not, sich auf den wegen der grossen meister zu üben, sich zusammenzuschliessen, wo ein echter lebenskern aufbricht und seine flamme ihn verkündet.“ Im Stichwort des „Meisters“ ist dabei schon angedeutet, dass es sich bei der „geistigen Bewegung“ um den George-Kreis handelt, die „kündende flamme“ impliziert hier wie anderswo zudem den bedrohlich militaristischen Aspekt der notwendigen „Tat“. Wissenschaft und Technik, so Wolters weiter, „fehlt noch die weltanschauung“, die nur das schaffende Prinzip und damit die Kunst liefern könne. Dennoch sei es angesichts der für Wolters unbezweifelbaren Krise unangebracht, sich auf künstlerisches Schaffen zurückzuziehen. „Die zeit des logischen turnens ist vorbei und das ringen mit dem engel des lebens hat wieder begonnen. Kritik will nur noch verstanden werden als förderung der Krise: nicht mehr als scheidung der erstarrten dinge, sondern als entscheidung für das lebendige.“ Absicht und Begriff der im Jahrbuch geübten Modernekritik werden hier bündig zusammengefasst. Reformen seien der Krise nicht mehr gewachsen. Deswegen sei ein Neuanfang im Zeichen der schaffenden Kraft notwendig. Von den militaristischen Aspekten dieses Neuanfangs wird hier noch in vagen Andeutungen gesprochen, spätere Artikel des Jahrbuchs werden sie in zunehmend schärferem Ton auf ihren radikalen Kern hin präzisieren.

## Der zweite Jahrgang
Im zweiten Jahrgang des Jahrbuchs hat sich der Umfang der „Vorbemerkung“ verdreifacht. Auf mehreren Druckseiten nehmen sich die Herausgeber den nötigen Raum, um auf Kritik an der ersten Ausgabe zu antworten. Zwei prinzipielle Einwände werden von ihnen herausgegriffen: so hätte eine Gruppe von Kritikern moniert, die im Jahrbuch veröffentlichten Ansichten seien sämtlich bereits bekannt (was dem heutigen Standpunkt der Forschung entspricht, siehe unten), die Publikation des Jahrbuchs damit überflüssig, eine andere hingegen, dass die Thesen der Bewegung haltlos seien. Die Herausgeber interpretieren diese Beanstandungen als Zeichen eines erwarteten Widerstandes und glauben gerade an diesen Einwänden erkennen zu können, dass sie sich auf dem richtigen Weg befinden.
Diesem Glauben folgend bleibt das Jahrbuch auch in der zweiten Ausgabe der projektierten „einseitigkeit“ treu. Karl Wolfskehl nutzt den ersten Artikel des Bandes, »Weltanschauung« des Jahrbuchs, um noch ausführlicher kritischen Einwänden zu begegnen. Die Aufgabe des Jahrbuchs sieht Wolfskehl darin, den „lebenverflachenden, lebenerstickenden mechanisierenden strebungen des lezten jahrhunderts“ entgegenzuwirken. Er beruft sich dabei auf so unterschiedliche Kritiker der Moderne wie Johann Wolfgang Goethe, Charles Baudelaire, Alexander Herzen, Jacob Burckhardt und Friedrich Nietzsche. Das Problem der Gegenwart sei vor allem, dass „gerade bei den lehrern und kulturträgern der nation“ der „instinkt […] für geistige unechtheit und gemeinheit“ verloren gehe. Wolfskehl verbindet hier in zeittypischer Weise die Kritik am Wissenschaftsbetrieb („lehrer und kulturträger“) mit einem Grundbegriff der Lebensphilosophie Nietzsches und Bergsons („instinkt“). Die bisherige Modernekritik von Goethe bis Nietzsche habe, so Wolfskehl, bisher nur „gefordert“ und nicht „gesezt“. Diese positive Rolle sei erst den Blättern für die Kunst und damit dem George-Kreis zugefallen, die nun im Jahrbuch für die geistige Bewegung fortgeführt werde,
In Wesen und Beziehung argumentiert Friedrich Gundolf gegen die Eindimensionalität einer bloß instrumentellen Vernunft. Was „früher mittel war ist selbstzweck geworden“, meint er und nennt als Beispiele Technik, Verkehr, Arbeit, Wissenschaft und Sport. Besonders die Arbeit habe eine „einengung und verkrüppelung“ des Menschen bewirkt, dem ein „bindekräftiges zentrum fehlt, seit an stelle des göttlich leibhaften die abstraktionen getreten sind“. Dieser zersetzenden Tendenz sei beispielhaft die Lebensphilosophie Henri Bergsons entgegengesetzt, die mit dem Ideal des „schaffenden Menschen“ gegen die Zeitkrankheit „relativismus“ kämpfe. In der Gegenwart sei dieser „kampf zwischen dem Absoluten und Relativen in eine neue phase getreten“.
Berthold Vallentin polemisiert in seinem Beitrag Zur Kritik von Presse und Theater gegen die Oberflächlichkeit des modernen Journalismus und Theaterbetriebes.
Im Aufsatz Über Hersagen von Gedichten versucht Robert Boehringer die Melodie und Rhythmik des lyrischen Vortrags in dezidierter Abgrenzung zur Musik zu bestimmen. Das Gedicht sei ein „zum gebilde verdichtet[es]“ Gesetz, das weder zu natürlich noch zu künstlich, sondern vor allem „lebendig“ deklamiert werden müsse. Das „dichterische hersagen“ führe den Hörer „in geordnetes grösseres leben“.
Kurt Hildebrandt schreibt in Romantisch und Dionysisch die im George-Kreis gängige Dekadenzerzählung fort und diagnostiziert der Moderne eine zunehmende „zersplitterung“, die im Namen der Ganzheit bekämpft werden müsse. In dem bekenntnishaften Postulat, Sparta sei „höchstes vorbild“ des platonischen Idealstaates gewesen, deutet sich indes der aggressiv militaristische Aspekt des von der Bewegung angestrebten Ideals an.
Über Stil von Ernst Gundolf definiert in Anlehnung an antike Vorbilder den Stil als das „ewige bild des menschen“. Der Klassizismus imitiere nur ein Äußerliches der Antike und sei deswegen abzulehnen. Nur „eine geistige bewegung“ sei demgegenüber in der Lage, einen neuen lebendigen Stil zu schaffen, der den antiken Vorbildern ebenbürtig sei.
Ähnlich argumentiert der Architekt Paul Thiersch in Form und Kultus. In forciert pathetischen Sätzen umreißt er das Ziel der Bewegung: „Am stärksten jedoch weist eine geistige bewegung auf eine zeit, die nicht sehnsucht nach wiedererstehung einer gestürzten oder einer entkörperten, transzendenten welt, sondern die neue belebung der ewigen gesetze, die die einheit aller von einer organismusmitte aus wirkenden kräfte bedingen, ist.“ Diese neu zu errichtende Einheit würde einst, so Thiersch weiter, auch die Teilung der Künste in verschiedene Disziplinen aufheben. In prophetischem Ton schließt der Artikel mit Bezug auf das unglückliche Bewusstsein derer, die Stefan George als einzigen Dichter in dürftiger Zeit erkannt haben: „Aber der tat, der form vorauf schreitet der künder im wort.“.
Friedrich Wolters’ Aufsatz Gestalt beschließt das zweite Jahrbuch mit der Beschwörung eines der zentralen Konzepte des George-Kreises. „Gestalt“ ist dabei primär ein Kampfbegriff gegen die institutionelle Wissenschaft der Zeit. Auch zahlreiche Vertreter der Geisteswissenschaften diagnostizierten eine Krise der bis dahin dominierenden Strömung des Historismus und suchten nach Wegen, ihn zu überwinden. Der George-Kreis war in diesem Kontext weder der erste noch der einzige Akteur, der die historisch relativierende Wissenschaft mit ganzheitlichen Gestaltkonzepten überwinden möchte. Bis in die 1930er Jahre verfassten einzelne Mitglieder des Kreises verschiedene „Gestalt-Monographien“ zu großen Persönlichkeiten aus Geschichte und Literatur. Der programmatische Begriff für diese bewusst unhistorische Form der Biographik wird aber schon hier im Jahrbuch exponiert. Wolters schließt dabei an die bereits in seinen Richtlinien getroffene Unterscheidung von schaffender und ordnender Kraft an und postuliert Gestalt als Einheit der Gegensätze von Kunst und Wissenschaft. Das Primat eines schaffenden Prinzips bleibt dabei jedoch erhalten und wird im Begriff des „Lebens“ aufgehoben: „nicht anschauung, nicht form ist zuerst gegeben sondern eine welt, ein geistiges leben als Gestalt durch Gestalt in einem Schaffenden Menschen“. Wie hier erkennbar bedient sich Wolters in seiner Argumentation bewusster Tautologien, die wissenschaftliche Falsifizierbarkeit durch Unbestimmtheit unterlaufen. Das stets ohne Artikel beschworene „Begriffssymbol“ Gestalt ist rein selbstreferenziell und ohne bestimmbaren Gehalt: „denn ihr sein ist auch ihr sinn.“. Der Aufsatz schließt mit der gängigen Prophezeiung, der Gestalt werde einst „das neue reich“ entspringen. Dazu sei jedoch der explizit als Stefan George benannte „geistige Herrscher“ notwendig.

## Der dritte Jahrgang und das Ende des Jahrbuchs
Im dritten Band des Jahrbuchs für die geistige Bewegung ist die Vorbemerkung zu einer eigenen Einleitung der Herausgeber angewachsen, die in ihrer aggressiv militaristischen Diktion alle bisherigen Artikel überbietet. Sie wollten, heißt es darin, „nochmals unsere positionen eindeutig fest“ legen. Das grundlegende Ziel des Jahrbuchs sei es, dieser Einleitung zufolge, der „progressiven schau“ eine „zyklische“ entgegenzustellen. Die Feindbilder der Bewegung werden zumindest prinzipiell benannt und polemisch angegriffen: Die Wissenschaft, die alles Wesentliche des Lebens verfehle, gelte es zu bekämpfen; ebenso die Herrschaft des Mittelmaßes in der modernen Gesellschaft und den „hemmunglose[n] fortschritt“, der zu einem allgemeinen Bevölkerungswachstum und der damit einhergehendern Ausbreitung der Massen geführt habe. Diese wiederum bewirke eine „sich stetig steigernde artverschlechterung“, der nur „durch gift und feuer“ entgegengewirkt werden könne.
Auf dieses aggressive Bekenntnis zu „gift und feuer“ folgt eher assoziativ die Ablehnung der „moderne[n] frau“, d. h. der emanzipierten, selbstbestimmten Frau, die sich dem Mann und dem vom George-Kreis angestrebten ständischen System nicht mehr ohne weiteres unterordne. Diese Kritik habe den Herausgebern zufolge jedoch nichts mit gemeiner Mysogonie zu tun. Mit explizit homophober Geste möchte man zudem den in der Bewegung praktizierten „Freundschaftskult“ (verglichen mit dem Verhältnis von Posa und Karlos in Schillers Don Karlos) von pathologisierter Homosexualität unterscheiden. Die „katholischen tendenzen“ der vorangegangenen Jahrbücher affirmieren die Herausgeber ausdrücklich. „Dass wir uns dem heutigen katholizismus nicht zuwenden können hat darin seinen grund dass er selbst auf dem weg ist protestantisch zu werden“. Mit expliziter Bezugnahme auf Max Webers These von der Protestantischem Ethik wird der protestantische Glaube mit Fortschritt und Kapitalismus identifiziert (was Weber freilich nicht tut), Katholizismus aber mit Sinnlichkeit und Tradition. Ähnlich wie Wolters in seinen Richtlinien bringen die Herausgeber den Kern ihrer Modernekritik zum Abschluss der Einleitung noch einmal auf eine prägnante Formel: Um die offensichtliche Krise noch zu verschärfen, die tabula rasa endlich herbeizuführen, sei nicht nur ein Krieg der „kulturvölker“ notwendig, es gelte zudem ein „kampf von Ormuzd gegen Ahriman, von Gott gegen Satan, von Welt gegen Welt.“
Der erste Beitrag des dritten Jahrbuchs sind die Vorbilder von Friedrich Gundolf. Geschichte wird darin als „wechselwirkung der schöpferischen und empfänglichen menschen“ bestimmt. Jede Bewegung, so Gundolf weiter, definiere sich dadurch, dass sie die Sendung eines schöpferischen Menschen empfange, die für andere stumm bleibe. Dabei sei solche Empfänglichkeit aber zu unterscheiden vom Kult der großen Männer, wie ihn das 19. Jahrhundert betrieben habe. Ziel der geistigen Bewegung sei es „das zeugende“ der Kunst ihrer Vorbilder zu erhalten, wo ihre Gegner diese zum bloßen Zierrat erniedrigen möchten. Jedes Vorbild der Bewegung verkörpere in sich eine Einheit von Leib und Seele, von Natur und Kultur. In der Moderne könnten solche „nötigen kulturheilande“ aber nur die „formbringer“, nicht die „formsprenger“ sein, da nur die „formbringer“ Gestalt schaffen würden, und das heißt das, was gerade die Deutschen am meisten brauchen. Die geistige Bewegung setzt sich damit dezidiert von anderen modernen Künstlerkollektiven, etwa den in Gundolfs Perspektive sicher formzertrümmernden Futuristen, ab. Die „kosmischen menschen“ und damit Vorbilder der geistigen Bewegung sind, so Gundolf, die antiken Griechen als Kollektiv, Dante, Shakespeare und Goethe. Was „bloss stoff war haben sie beigeistet, was bloss geist war haben sie beleibt“, darin bestehe ihre prinzipielle Leistung. Signifikant ist diese Auswahl für das kritische Verhältnis des George-Kreises zur Moderne insofern, als Gundolf meint, die Widerstände gegen alles Große würden mit dem ständigen Fortschreiten von Verwissenschaftlichung und Rationalisierung stetig zunehmen, der Fortschritt mache den „gesamtmenschen“ schlechterdings unmöglich. Im Kontext der Werkpolitik des George-Kreises wurden genau diesen Vorbildern später jeweils eigene Monographien gewidmet: etwa Gundolfs Habilitationsschrift Shakespeare und der deutsche Geist (1911) oder Georges Übersetzung der Göttlichen Komödie.
Im folgenden Beitrag Über den Geist der Musik kritisiert Karl Wolfskehl die Musik als Dekadenzerscheinung des Bürgertums. Allen Künsten sei „der wille zum bilde“ wesentlich, so Wolfskehl, nur der Musik mangele es an dieser künstlerischen Grundeigenschaft. Aus diesem Grund fehle es ihr an „Gestalt“, und ihre scheinbar geordnete Form sei nur ein Sammelplatz, an dem „chaos zu chaos“ komme. Von dieser Bestimmung ausgehend wird, ohne ihn explizit zu nennen, Hugo von Hofmannsthal kritisiert: „Nur die schwächlichen, wenn nicht ganz entarteten poeten pflegen der musik die verbindung mit ihren werken gern zu gestatten.“ Hofmannsthal hatte um die Jahrhundertwende die Zusammenarbeit mit verschiedenen Komponisten aufgenommen, 1911 wurde der Rosenkavalier mit Musik von Richard Strauss uraufgeführt. Im Fortgang des Aufsatzes assoziiert Wolfskehl die Musik mit Logik und Wissenschaft. Ihre Geschichte sei die Hybris und Dekadenz des Bürgers, sie selbst „das ergebnis der zersetzungen, ein zerfallsprodukt“. Das Werk Richard Wagners sei der konsequente Endpunkt dieses Zerfalls, eine Musik des rein ungestalten Chaos, die Wolfskehl als Gipfelpunkt der Romantik auffasst. Aus diesem proklamierten Ende der Musik versucht Wolfskehl die im George-Kreis latente Heilsprophezeiung eines „Neuen Reiches“ zu plausibilisieren: Wenn „das reich sich erfüllt, dann muss die entartung ein ende haben und mit ihr die herrschaft der musik.“

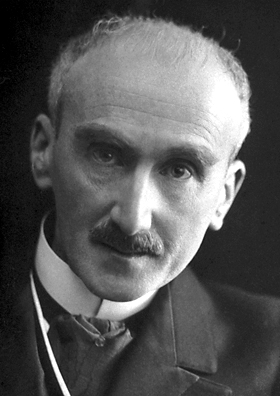
Henri Bergson

Im folgenden Artikel nimmt Ernst Gundolf ein Zeitphänomen auf: Die Philosophie Henri Bergsons reagiert auf die zu dieser Zeit sehr beliebte Lebensphilosophie Bergsons (1907 war Bergsons L’évolution créatrice erschienen, für das er 1927 den Nobelpreis erhielt), an der auch sein Bruder Friedrich gegen den Willen Georges interessiert war. Ernst Gundolf möchte im Sinn einer vorsichtigen Kritik nicht die Leistung des französischen Philosophen schmälern, sondern nur auf „die gefahren“ von dessen System hinweisen. Dass Bergson, „die seele gegen körper und stoff“ abgrenze, ist für Gundolf der wichtigste Kritikpunkt. Zudem hält er „das gewicht das der begriff der zeitdauer [und damit der der Entwicklung, bzw. Evolution] in der philosophie Bergsons angenommen hat [… für] in mancher beziehung gefährlich.“ Gundolf zufolge führe diese Bewertung dazu, dass das „schöpferische wesen“ bei Bergson mehr „dem weiblichen als dem männlichen prinzip alter kosmogonien“ entspreche, was offensichtlich als negativ aufgefasst wird. Es fehle, so Gundolf, die notwendige Würdigung der „zeugung“ und des „ewigen“ in den Schriften Bergsons.
Erich Kahler variiert in seinem Aufsatz Theater und Zeitgeist Gedanken und Argumentation von Friedrich Gundolfs Text über die Vorbilder der Bewegung. Ausgehend von der minderwertigen Qualität des zeitgenössischen Theaters kommt Kahler zu dem Schluss, dass es in einer Welt der „Zersplitterung“ und der Trennung von Körper und Seele unmöglich sei, diese Welt in einem Symbol zu verkörpern. Das Leben der modernen Gesellschaft sei an sich so unkörperlich und unscheinbar geworden, dass Theater schlechterdings keinen Sinn habe. Dementsprechend sei die einzige wirkliche Kunst dieser Zeit, aufgrund ihrer gestaltschaffenden Natur, die Dichtung, allein sie könne die Aufgabe der Kunst, Diener der „ewigen notwendigkeit“ zu sein, erfüllen.
Kurt Hildebrandt versucht in der Fortsetzung seines Artikels Romantisch und Dionysisch die nottuende Einheit der Gegensätze von Apollinischem und Dionysischem an der Notwendigkeit von Goethes Italienreise zu beweisen. Für den nüchternen Deutschen sei es entscheidend gewesen, die rauschhafte Welt des Südens kennenzulernen, um eine neue Gestalt zu schaffen.
Der kleine Beitrag Berliner Kunst in Athen nimmt den Ausbau des Athener Verkehrssystems durch Ludwig Hoffmann als Anlass für eine grundsätzliche Kritik am Phänomen Verkehr, das an sich wesenlos und damit unmöglich zu gestalten sei.
In einem weiteren kurzen Aufsatz, Napoleon und die geistige Bewegung, würdigt Berthold Vallentin in dezidiert militaristischem Ton den französischen Kaiser als Vorbild der Bewegung. Prinzipielle Leistung Napoleons sei die „bereitung des reiches in allem reich-losen die errichtung des staats in allem unstaatlichen“ gewesen. In beinahe homoerotischen Begriffen wird der besondere Zugang der Bewegung zum Phänomen Napoleon beschrieben: Nur dem „seinem [Napoleons] unvergesslichen leibe verschriebenen eros“ sei wahres Begreifes dieses Helden möglich. Napoleon sei der „herold unserer waffen“ für die Bewegung, weil er „kein geistiges [… repräsentiere], sondern blut blut blut das zum blute will“. Der Artikel endet mit einer aggressiven Kampfansage: die Waffen des „feierlichen halbgotts“ würden auch der Bewegung dienstbar werden und seien „nur scheinbar […] milder und weniger brennend [… als] die bajonette von Jena“. Dieser Schein aber, so Vallentin, währe nur so lange, wie „sie noch nicht an die überempfindliche haut der masse gerührt haben“.
Der letzte Beitrag des dritten Jahrbuches stammt wieder von Friedrich Wolters. In Mensch und Gattung werden diese beiden Begriffe als Gegensatzpaar bestimmt. Die Aufklärung habe, so Wolters, zu einer einseitigen Herrschaft des Logos über den Eros geführt. Fassbar sei diese Einseitigkeit der modernen Gesellschaft im Begriff der Gattung, die den einzelnen Menschen seiner ursprünglichen Möglichkeiten beraube und ihn auf seelenlosen Fortschritt festlege. Da aber nur das „unbegreifbare und unaufdeckbare“ für den Menschen handlungsleitend sein könne, bewirke das rationale Prinzip des Fortschritts nichts als Entfremdung. Wolters verwirft zudem den Begriff des Individuums als bloße Ableitung der Gattung. Wie bereits in anderen Artikeln zu beobachten war, grenzt sich die Bewegung hier zumindest oberflächlich von populären Positionen ihrer Zeit ab, in diesem Fall etwa dem Kult des großen Individuums. Der Gegenbegriff der Gattung ist für Wolters irreduzibel der Mensch, seine kollektive Sphäre die „gewachsene gemeinschaft“. Dieser „eigentliche Mensch“ verhalte sich geradezu konträr zur leeren Worthülse der Humanität, so Wolters, was sich markant gerade darin ausdrücke, dass ihm „nur ein friede als kampfpreis genehm“ sei. Der klassisch humanistischen Position, den ewigen Frieden als höchstes Ziel der Politik zu propagieren (etwa in Kants Zum ewigen Frieden), wird damit in der Nachfolge Nietzsches eine Absage erteilt. Die Menschheit sei die institutionalisierte Herrschaft des Mittelmaßes, ihr krasser Gegensatz der „schaffende mann“. Um eine neue Einheit jenseits der anonymisierten Gattungsgesellschaft zu errichten, sei ebendieser notwendig. „Der herrscher tut not“, meint Wolters, und empfindet es als selbstverständlich, dass „die grossen männer auf ihren wegen vernichten müssen“. Ziel dieser martialisch-militaristisch präsentieren Utopie ist ein Idealstaat, der aus dem Eros einer organischen Gemeinschaft gebildet wird und den Unsinn demokratischer „allgemeiner gleichheit“ zugunsten des „natürlichen unterschiedes“ aufhebe. Explizit polemisiert Wolters in diesem Kontext gegen die Gleichberechtigung der Frau. Der Artikel schließt mit einem Appell an die Jugend, die zur Realisierung dieser Pläne aufgerufen wird, „soweit in euch noch die reinen feuer des lebens brennen“.

## Rezeption
Die erste Ausgabe des Jahrbuchs für die geistige Bewegung erregte mehr Aufmerksamkeit als alle Publikationen des George-Kreises zuvor. Die Strategie, eine möglichst große Leserschaft mit aggressiver Rhetorik zu erreichen, war erfolgreich gewesen. Da es sich auch nach Wolters’ Auffassung mehr um Agitation als um Persuasion handelte, war Polemik ebenso erwünscht wie Zustimmung. In diesem Sinne berichtet er Gundolf über die Resonanz des ersten Heftes: „Das Jahrbuch zündet an vielen Ecken. Die älteste Generation ist fast am mildesten […]. Die Jüngsten fühlen sich meist hart angefasst […].“ In anderen Briefen beklagt er, dass die Polemik noch nicht scharf genug sei. Die Kritik an den eigenen Richtlinien im ersten Jahrbuch erfreut ihn als erwünschtes Resultat bewusster Provokation: „dass meine ‚Dreiteilungen‘ wohl nicht haltbar seien; darauf horchte ich immer schon, das zu hören und freue mich wie der Kuckuck über sein Ei, wenn der Buchfink es zu unwahrscheinlich findet.“ Auch das Ziel, besonders jüngere Leser zu erreichen, betrachten die Herausgeber als erreicht. So meint Gundolf in einem Brief an Wolters, „die Jugend hier – und auf andres kommts hier kaum an, ist einhellig beglückt und entzückt...“
In der Presse wurde das erste Jahrbuch besonders wegen des darin vertretenen Absolutheitsanspruches angegriffen. So kritisierte ein Die Stefan-George-Apostel überschriebener Artikel im Berliner Tageblatt den einseitig doktrinären Ton des ersten Heftes. Rudolf Borchardt reagierte 1910 mit einer Polemik, die sich „an der Grenze zur Duellforderung bewegt“. In seinem Artikel Intermezzo unterstellt er dem George-Kreis öffentlich Fälschung, Plagiat und Homosexualität (damals eine Straftat). Die Einleitung des dritten Jahrbuchs ist vermutlich eine Antwort auf diese Anschuldigungen.
Die Polemik gegen den institutionellen Wissenschaftsbetrieb irritierte auch Sympathisanten des Kreises, obwohl akademische Lehrer eher nicht zur engeren Zielgruppe gehört haben dürften. Der Berliner Historiker Kurt Breysig etwa, Doktorvater von Friedrich Wolters, antwortete auf das Jahrbuch mit einer Grundsatzerklärung, in der die Darstellung von Wissenschaft als rein sekundärem, „lebenverbrauchendem“ Phänomen zurückgewiesen wird. Die Schrift wurde offiziell jedoch erst 1944 publiziert.
Resonanz erzeugte das Jahrbuch aber auch im literarischen Umfeld des George-Kreises. Borchardt nahm Gundolfs Artikel über Das Bild Georges zum Anlass für den endgültigen Bruch sowohl mit Gundolf als auch mit Wolters, an den er zu einem früheren Zeitpunkt selbst freundschaftlich herangetreten war. Der in diesen Jahren auch für Friedrich Gundolf bedeutende Henri Bergson kommentierte das erste Heft des Jahrbuchs in einem Brief diplomatisch und formal: „Die Idee, der geistigen Bewegung eine Zeitschrift zu widmen, erscheint mir sehr gelungen. Sie kommt zur rechten Zeit.“
Das Jahrbuch für die geistige Bewegung ist heute nur noch im literaturwissenschaftlichen Kontext bekannt. Doch auch dort wurde es lange Zeit wenig diskutiert, da sich die meisten der darin vertretenen Positionen bereits in anderen Publikationen des George-Kreises finden. Im Jahrbuch wurden diese Positionen meist nur gebündelt und auf radikale Formeln gebracht. Als Dokument seiner Zeit und konzentrierte Quelle vieler Konzepte des George-Kreises bleibt das Jahrbuch für die geistige Bewegung indessen weiterhin interessant.